# Michelau (Luxembourg)
Pour les articles homonymes, voir Michelau.
Michelau (luxembourgeois : Méchela) est une section de la commune luxembourgeoise de Bourscheid située dans le canton de Diekirch.